# Кампоротондо (Л’Аквила)
Кампоротондо (итал. Camporotondo) је насеље у Италији у округу Л'Аквила, региону Абруцо.
Према процени из 2011. у насељу је живело 22 становника. Насеље се налази на надморској висини од 1405 м.